# لیزر حالت جامد
لیزر حالت جامد (انگلیسی: Solid-state laser) لیزری است که در آن برای انتقال انرژی از یک محیط بهره لیزری جامد استفاده می‌شود؛ به جای استفاده از یک مایع، آن‌گونه که در لیزرهای رنگی استفاده می‌شود (که محیط فعال آن مایع است)، یا گاز در لیزرهای گازی. لیزرهای نیمه‌رسانا نیز در حالت جامد هستند، با این حال به‌طور کلی آن‌ها به عنوان یک کلاس جدا از لیزرهای حالت جامد در نظر گرفته می‌شوند (لیزر  دیودی را ببینید).

## محیط حالت جامد
به‌طور کلی، محیط فعال لیزر حالت جامد از یک ماده «میزبان» شیشه‌ای یا کریستالی تشکیل شده‌است، که به آن «مواد آلاینده» مانند نئودیمیم، کروم، اربیوم، تولیم یا ایتربیوم به آن اضافه می‌شود. بسیاری از آلاینده‌های معمولی عنصرهای خاکی کمیاب هستند، زیرا حالت‌های برانگیخته این نوع یون‌ها به شدت با ارتعاشات شبکه‌های بلوری آن‌ها (فونون‌ها) همراه نیستند و می‌توان در شدت نسبتاً پایین پمپاژ لیزر به آستانه‌های عملیاتی آن‌ها رسید.
صدها محیط حالت جامد وجود دارد که در آن‌ها عمل‌کرد لیزر حاصل می‌شود، اما انواع نسبتاً کمی از آن‌ها به‌طور گسترده مورد استفاده قرار می‌گیرند.

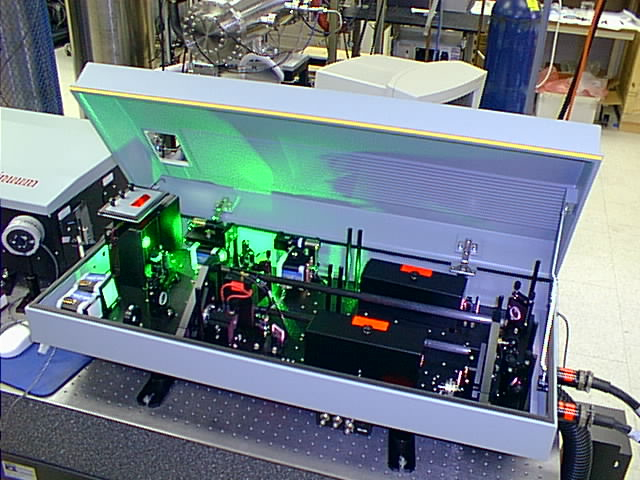
Nd:YAG با درب باز که چراغ سبز 532 نانومتری را با دو برابر فرکانس نشان می دهد

از این میان ، احتمالاً متداول ترین آن گارنت آلومینیوم ایتریوم دوپد شده با نئودیمیم (Nd:YAG) است. شیشه های دوپد شده نئودیمیم (شیشه Nd: شیشه) و سرامیک های دوپ دار ایتربیوم در سطح قدرت بسیار بالا (تراوات) و انرژی های زیاد (مگاژول) ، برای همجوشی محصور اینرسی با پرتو چند استفاده می شود.
اولین ماده ای که برای لیزر استفاده شد ، بلورهای یاقوت مصنوعی بود(ژوئن 1960). از لیزرهای روبی هنوز هم برای چند کاربرد استفاده می شود ، اما به دلیل بازده کم توان معمول نیستند. در دمای اتاق ، لیزرهای یاقوت فقط پالس های کوتاه نور منتشر می کنند ، اما در دمای برودتی می توان آنها را به گونه ای تولید کرد که قطار پالس هایی مداوم داشته باشند.
برخی از لیزرهای حالت جامد همچنین می توانند با استفاده از چندین تکنیک درون سنگی ، که از اتالون ها ، منشورها و مشبک ها یا ترکیبی از اینها استفاده می شود ، قابل تنظیم باشند. یاقوت کبود تیتانیوم برای دامنه تنظیم گسترده ، 660 تا 1080 نانومتر به طور گسترده ای مورد استفاده قرار می گیرد. 

## پمپ کردن
رسانه های لیزر حالت جامد معمولاً با استفاده از چراغ قوه یا لامپ قوس الکتریکی یا توسط دیودهای لیزر به صورت نوری پمپ می شوند. لیزرهای حالت جامد پمپ شده با دیود بسیار کارآمدتر هستند و با کاهش هزینه لیزرهای نیمه هادی با قدرت بالا بسیار رایج تر شده اند.

## انواع لیزر های حالت جامد یون فلزی
لیزرهای حالت جامد فلزی از نظر تنوع مواد لیزری ، امکان ساخت انواع مختلف سیستمهای لیزری و بالا بردن کیفیت پرتوهای خروجی از پتانسیل بالایی برخوردارند. هر سیستم لیزری حالت جامد یون فلزی دارای سه بخش مهم زیر است:
1. ماده میزان با خواص ماکروسکوپیکی ، مکانیکی ، حرارتی و اپتیکی مناسب
2. یونهای فعال
3. چشمه‌های دمش اپتیکی

### لیزر یاگ(YAG)
در حال حاضر ، کاربردی‌ترین لیزر حالت جامد که برای پردازش و ماشین کاری مواد بکار می‌رود، لیزر یاگ  است که از بلور سنگ آلومینیوم ایتریم(Y3Al5O12) که به آن 0.1 تا 1 درصد یون نئودیمیم  اضافه شده است، ساخته می‌شود. طول موج گسیلی این لیزر 1.06 میکرون و گاهی 1.32 میکرون است.

### لیزرهای Er
لیزرهای ایربیوم بخاطر داشتن دو طول موج ویژه اهمیت دارند، اما از نظر انرژی خروجی مانند لیزرهای (Nd)خیلی قابل توجه نیستند. بلور ( YAG)که با چگالی بالا به یونهای ایربیوم آلاییده شده است یک خروجی در 2.9 متر و شیشه فسفات آلاییده به ایربیوم خروجی در 1.54 میکرومتر دارند. هر دو این طول موجها توسط آب جذب می‌شوند که باعث می‌شود این لیزرها کاربردهای جالبی در پزشکی برای طول موج 2.9 میکرومتر و برای فاصله یابهای ایمن چشم در طول موج 1.54 میکرومتر داشته باشند.

### لیزر نئودیمیم
لیزرهای نئودیمیم متداولترین نوع لیزر حالت جامد هستند. محیط لیزری معمولاً یا بلوری از(Y3Al5O12)  است (که غالباً(YAG)نامیده می‌شود.) که در آن یونهای Nd(III)جایگزین برخی یونهای Y(III)شده‌اند، یا شیشه‌ای است که با یونهای Nd(III) در آن ناخالصی بوجود آورده‌اند. لیزرهای نئودیمیم روی چندین خط می‌توانند نوسان کنند که قویترین و لذا متداول‌ترین آنها در طول موج 1.06 میکرومتر است. طرح تراز انرژی برای نئودیمیم _ شیشه (Nd:glass) بسیار نزدیک به Nd:YAG است، چون ترازهای انرژی درگیر ، زیاد تحت تأثیر میدان بلور قرار نمی‌گیرند.